# Tamaricella jihafana
Tamaricella jihafana är en insektsart som först beskrevs av Irena Dworakowska 1970.  Tamaricella jihafana ingår i släktet Tamaricella och familjen dvärgstritar. Inga underarter finns listade i Catalogue of Life.